# Nikolski (Oriol)
|  | Per a altres significats, vegeu «Nikolski». |

Nikolski (en rus: Никольский) és un poble (un possiólok) de l'óblast d'Oriol, a Rússia, segons el cens del 2010 tenia 7 habitants. Pertany al districte municipal de Verkhóvie.